# اشتات‌رودا
شهر اشتات‌رودا (به آلمانی: Stadtroda) در ایالت تورینگن در کشور آلمان واقع شده‌است.